# شوناو (راینلاند-فالتس)
شوناو (به آلمانی: Schönau) یک شهر در آلمان است که در زودوستپفالتس واقع شده‌است. شوناو ۴۴۶ نفر جمعیت دارد.